# Andrologia
Andrologia (<grego, original e transliterado ανδρος, andrós + λόγος, logos = "homem" e "estudo [de]") é a especialidade médica dedicada ao estudo e cuidado diagnóstico e prognóstico da saúde masculina, especificamente o que se refere à função sexual masculina, ao sistema reprodutivo masculino, e às questões conexas, anatômicas, biológicas, psíquicas, urológicas e outras, desde que conexas com as sexuais.

## Andrologia
A andrologia algumas vezes é confundida com a Urologia, como se fosse um subconjunto desta, ou como se fossem idênticas. Com efeito, a Andrologia é reconhecida como disciplina autônoma, especialidade definida e própria, com objeto específico, desde a década de 1960. O primeiro jornal especializado nesta área foi o periódico alemão Andrologie (atualmente chamado Andrologia), publicado desde 1969 (Estudos Sociais da Ciência 1990 20, p. 32).
Na prática médica, ainda se encontram muitos especialistas apenas em Urologia que, na ausência do especialista em Andrologia, atendem também casos afetos a esta útlima. Ademais, o fato de organicamente os dois sistemas serem intimamente coligados, com mútuas interferências ao nível anatômico, fisiológico, neurológico e até funcional (a uretra, no homem, conduz tanto o esperma, na função andrológica, como a urina, na função urológica, de modo mutuamente exclusivo, isto é, ou um ou outro), essa íntima conexão, a ponto de se referir, de ordinário, sistema uro-genital, justifica em parte a confusão das especialidades.
No Brasil, a Sociedade Brasileira de Urologia (SBU), tem, entre os seus departamentos, um específico Departamento de Andrologia. A Sociedade Brasileira de Endocrinologia e Metabologia também possui um departamento que se dedica ao estudo da Endocrinologia Feminina e da Andrologia, o DEFA. Em Portugal, a Sociedade Portuguesa de Andrologia existe desde 1979.
Andrologia é dita a contraparte masculina da correlata especialidade feminina, a Ginecologia.

## Generalidades
Homens são mais suscetíveis a disfunção cardíaca que mulheres, como tendem a apresentar, via de regra, longevidade média pouco inferior à delas. Todavia, são mais resistentes a muitas condições que costumam ser adversas às mulheres, como, por exemplo, a osteoporose.
Tais constatações em séries históricas permitem concluir que qualquer terapêutica medicamentosa de alcance andrológico deva ser conduzida com cautela ainda maior, assim como maiores devem ser as precauções apresentadas nas bulas dos medicamentos específicos.

## Disfunções
Disfunção andrológica é qualquer alteração da função sexual considerada normal (relativa ao homem médio em termos de saúde integral, segundo os cânones médicos). Essa conceituação, em si, já traz enormes dificuldades operacionais, dada a compreensão tão ampla quanto possível se possa conceder ao atributo "normal", a variar segundo culturas, etnias, religiões etc..
É, todavia, possível estabelecer indicadores comuns a todas as situações. Assim, diz-se que um homem é sexualmente sadio quando:
1. sua função reprodutiva é satisfatoriamente alcançada ao longo de sua vida fértil;
2. sua satisfação íntima em termos de prazer sexual é alcançada ao longo de sua vida;
3. a conjugação dos fatores anteriores resulta numa satisfatória imagem sócio-inclusiva.

Uma das disfunções sexuais masculinas mais críticas (possivelmente a mais crítica) em todas as culturas é a chamada disfunção erétil. Embora algumas vezes se confunda disfunção eerétil e impotência, deve-se evitá-lo, em razão de não serem necessariamente a mesma coisa.
De qualquer forma, é precisamente nesse domínio que se alcançaram notáveis soluções farmacoterápicas, com o advento de fármacos como sildenafila, vardenafila, apomorfina e tadalafila, cuja função é atuar direta ou indiretamente sobre a ereção peniana, potencializando-a e, em consequência, restituindo a auto-estima do paciente-usuário.
No campo cirúrgico específico (andrológico sempre que necessário conjugado com urológico), acham-se as vasectomias e vasovasostomias (um dos procedimentos de reversão das vasectomias), e as intervenções dedicadas às disfunções geniturinárias masculinas, tais como:
- Balanite
- Câncer peniano
- Câncer prostático
- Câncer testicular
- Criptorquidia
- Doença de Peyronie
- Disfunção erétil
- Epispádias
- Epididimite
- Fimose
- Fratura peniana
- Frenulum brevis
- Hidrocele
- Hipospádias
- Impotência
- Infertilidade
- Micropênis
- Orquite
- Parafimose
- Prostatite
- Espermatocele
- Testiculo ectópico
- Torsão testicular
- Varicocele

Assim sendo, a especialidade médica mais afeita para a realização dessas intervenções cirúrgicas acaba sendo a urologia.